# 안톤 포노마료프
안톤 유리예비치 포노마료프(러시아어: Анто́н Ю́рьевич Пономарёв, 1988년 10월 31일~)는 카자흐스탄의 농구 선수로 포지션은 파워 포워드, 센터이다.

## 클럽 경력
코스타나이 출신으로 10살 때 킥복싱을 시작했으나 그가 체육관에서 타박상을 입고 온 것을 본 어머니의 반대로 그만뒀다. 이후 학교에서 농구부 모집 공고를 보고 운동을 계속하기 위해 농구부에 입단했다. 12세 때 아스타나로 이주하여 아스타나 스포츠 학교에 입학하여 전문적으로 농구를 배웠고 이후 2002년에 카자흐스탄 농구 리그의 프로 팀인 아스타나 타이거스에 입단하면서 농구 선수 경력을 시작했다. 그는 아스타나 타이거스의 주전 선수로 활약햐여 2005년부터 2010년까지 리그 우승 6회를 달성하였다.
2010년을 마지막으로 계약이 만료되자 세르비아 농구 리그의 FMP 베오그라드로 이적하며 해외 진출을 했다. 그는 프리 시즌 경기에 여러 번 출전했으나 리그 시작 후에는 벤치 멤버로 있게 되면서 결국 상호 합의 하에 계약을 종료했다. 이후 2010-11 시즌 나머지는 러시아 2부 농구 리그인 러시아 수페르리가 1의 스파르타크 프리모리예에서 활동했다.
2011년 BC 아스타나 농구팀이 창단되자 창립 구성원으로 활동했다. BC 아스타나에서도 주전으로 활약하여 2013년과 2016년 VTB 유나이티드 리그 올해의 카자흐스탄 선수로 선정되었다. 이후 2018년에 은퇴를 선언했으나 1년 만에 복귀하여 BC 토볼에서 1시즌 동안 뛴 후 BC 아스타나로 돌아왔다. 이후 2021년에 BC 악퇴베로 이적했다.

## 국가대표팀 경력
2005년부터 카자흐스탄 국가대표팀의 일원으로 활동했으며, 그 해 9월에 카타르 도하에서 열린 2005년 아시아 선수권 대회에 참가하여 국제 대회에 처음으로 출전했다. 카자흐스탄팀은 10위로 대회를 마쳤다. 이듬해인 2006년에는 도하에서 열린 2006년 아시안 게임에 참가하여 7위를 했다.
2007년 7월 일본 도쿠시마에서 열린 2007년 아시아 선수권 대회에 카자흐스탄 국가대표로 참가하였으며, 준결승까지 오르며 활약했다. 카자흐스탄팀은 준결승에서 이란에게 패했고 동메달 결정전에서 대한민국 대표팀에게 패하며 4위로 대회를 마감했다. 그는 경기 당 평균 17.6점을 기록하여 해당 대회 카자흐스탄 대표팀 최다 득점자가 되었고 대회 득점 순위 5위에 올랐다. 2009년 8월에는 중화인민공화국 톈진에서 열린 2009년 아시아 선수권 대회에 참가하여 9위를 차지했다.
이후 국가대표팀에서 활동하지 않다가 2013년에 복귀하여 같은 해 8월에 필리핀 마닐라에서 열린 2013년 아시아 선수권 대회에 참가하여 8위를 기록했다. 이듬해인 2014년에는 대한민국 인천에서 열린 2014년 아시안 게임에 참가하였고 준결승에서 이란에게 78-80로 패하여 결승 진출에는 실패했다. 동메달 결정전에서도 일본팀에게 72-76으로 패하여 4위에 올랐다.2015년 9월에는 중국 창사에서 열린 2015년 아시아 선수권 대회에 참가하여 11위를 기록했고 2017년 8월에는 레바논에서 열린 2017년 아시아 선수권 대회에 참가하였으나 조별 리그 3전 전패를 하여 탈락했다.